# Kolymafloden

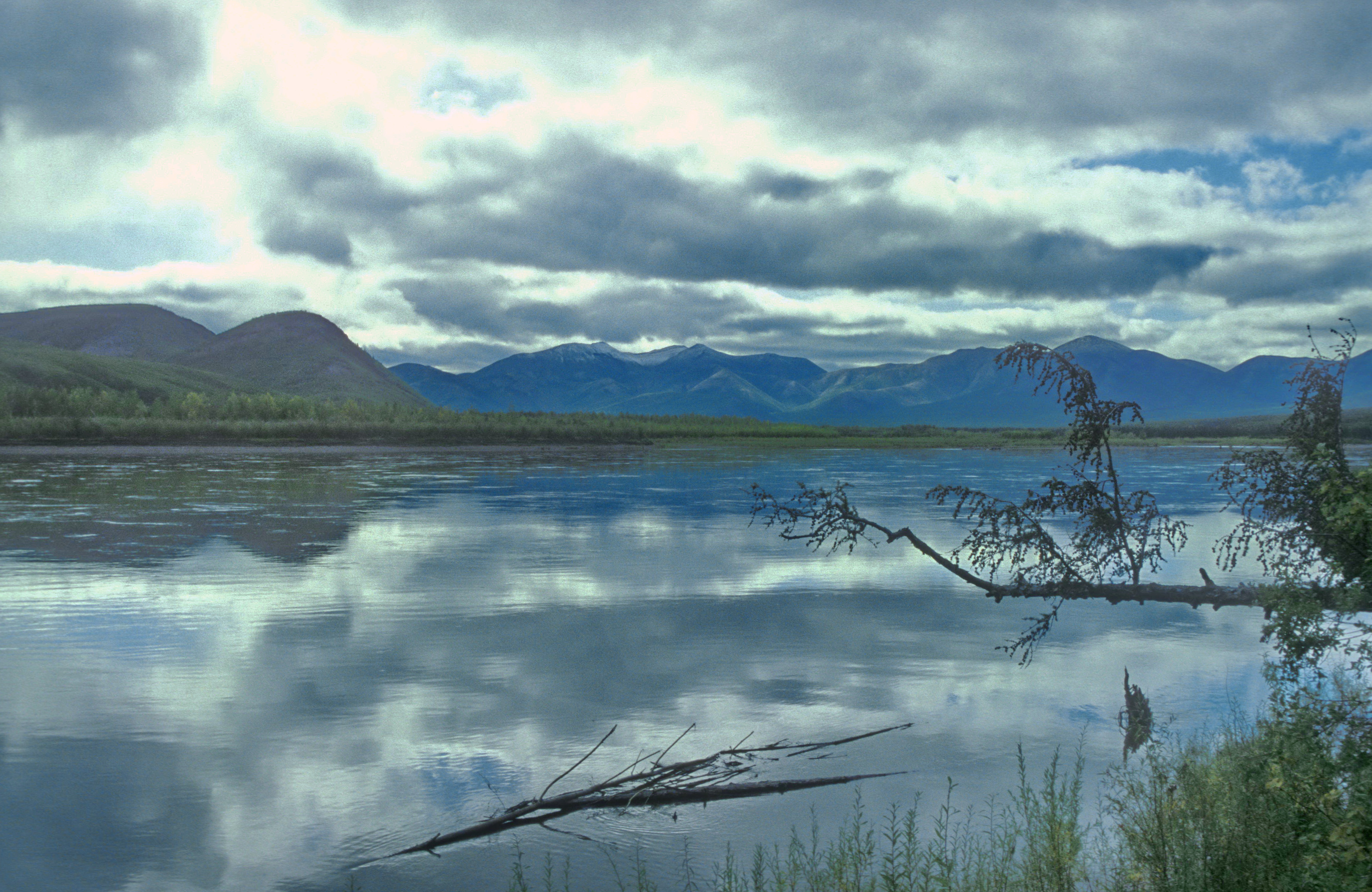
Kolymafloden (2002)

Kolymafloden (ryska Колыма) är en flod i nordöstra Sibirien och mynnar ut i Norra ishavet vid Östsibiriska havet.

## Geografi
Kolymafloden börjar mellan Verchojanskbergen och Tjerskijbergen. Därefter rinner den mot nordöst förbi Kolymabergen vidare mot Kolymskij Zaliv (Kolymskijviken).
Vattendraget är ca 2 129 km långt och mynnar ut i Östsibiriska havet vid orten Michailkino.
Förvaltningsmässigt ligger floden i den ryska delrepubliken Sacha i ekoregionen (naturreservatet) Kytalyk våtmarksreservat

## Historia
I mitten på 1600-talet arbetade ryske upptäcktsresande Semjon Dezjnjov i området kring floden.
Åren 1892 - 1894 genomförde balttyske upptäcktsresande Eduard Toll på uppdrag av Rysslands Vetenskapsakademi geologiska undersökningar i flodens deltaområde.
Längs floden finns lämningar efter en mängd straffarbetsläger och 1982 utkom ryske författaren Varlam Sjalamov noveller Berättelser från Kolyma om livet i ett Gulagarbetsläger i svensk översättning.
1996 etablerades naturskyddsområdet Kytalyk våtmarksreservat där floden ingår.
2004 genomförde svenskarna Mikael Strandberg och Johan Ivarsson en färd utmed hela floden.